# Ziegler-Insel
Die Ziegler-Insel (russisch Остров Циглера) ist eine unbewohnte Insel des zu Russland gehörenden arktischen Franz-Josef-Landes.

## Geographie

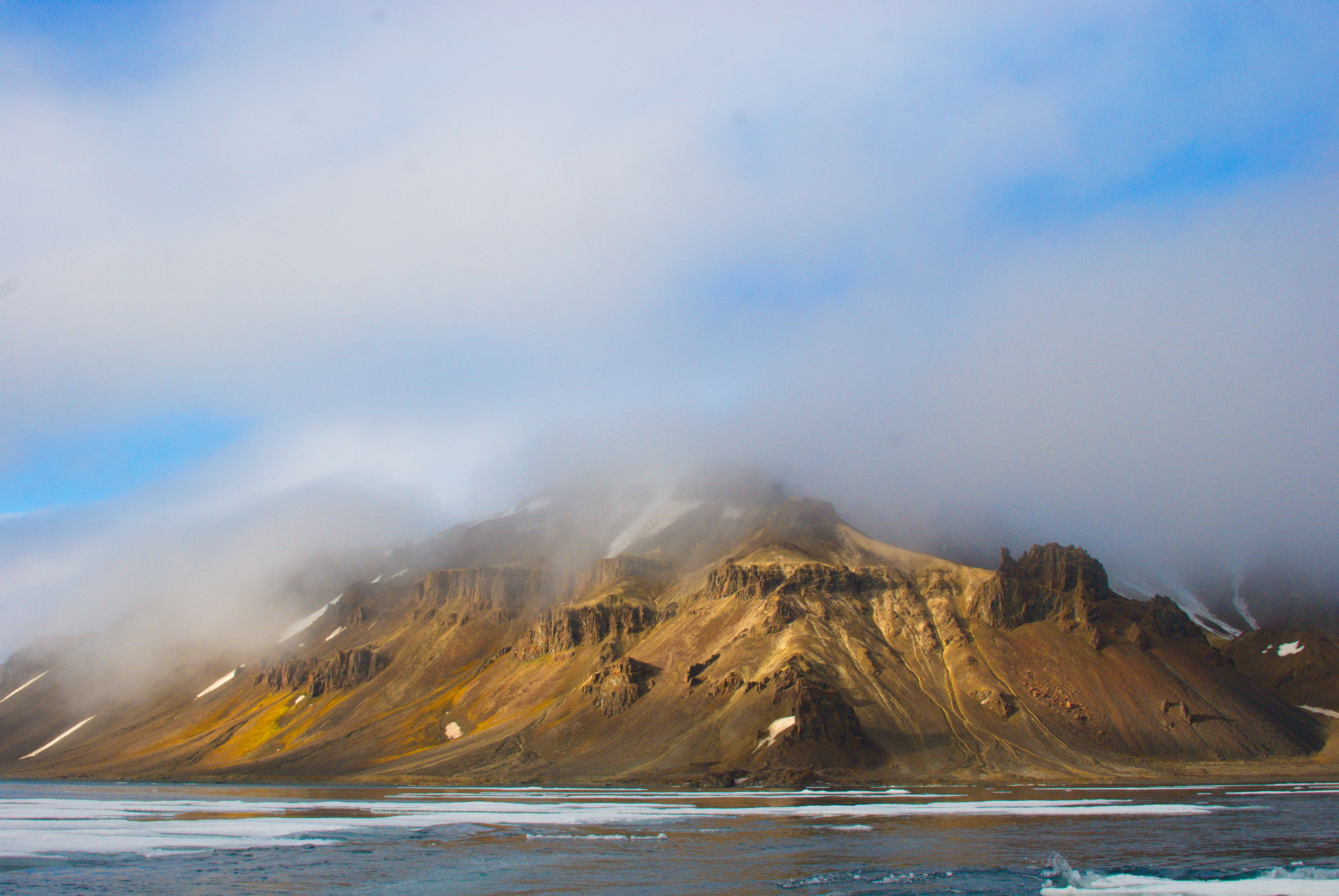
Kap Brice, das Nordwestkap der Ziegler-Insel

Die Ziegler-Insel liegt im zentralen Teil Franz-Josef-Lands. Die Insel ist langgestreckt und von Nordwesten nach Südosten orientiert. Sie ist etwa 45 Kilometer lang und an ihrem südöstlichen Ende bis zu 18 Kilometer breit. Mit einer Fläche von 448 km² ist sie die elftgrößte des Archipels. Von ihren Nachbarinseln ist die Ziegler-Insel durch nur wenige Kilometer breite Meerengen getrennt, die auch im Sommer oft zugefroren bleiben. Im Südwesten liegt hinter dem Rhodes-Kanal die Salisbury-Insel, im Südosten hinter dem Collinson-Kanal die Wiener-Neustadt-Insel. Der Booth-Kanal im Nordosten trennt die Ziegler-Insel von der Jackson-, der Payer- und der Greely-Insel. Zwischen Ziegler- und Greely-Insel liegt die kleine Insel Ostrow Ugolnoi Kopi (so viel wie „Kohlemineninsel“). Bis auf steile Bergflanken und ein kleines Gebiet eisfreien Tieflands im Nordwesten ist die Insel von Gletschern bedeckt, aus denen vereinzelt Felsen aufragen.

## Geschichte
Der Süden der Insel wurde bereits von der Österreich-Ungarischen Nordpolexpedition im Frühjahr 1874 gesichtet. Julius von Payer hielt sie und ihre Nachbarinseln für Teile einer größeren Landmasse, die er nach einem Sponsor seiner Expedition „Zichy-Land“ nannte. Die Jackson-Harmsworth-Expedition von 1894 bis 1897 entdeckte Kap Brice, das Nordwestkap der Insel. Erst durch die Fiala-Ziegler-Expedition von 1903 bis 1905 wurde die Eigenständigkeit der Insel erkannt und diese kartiert. Benannt wurde sie nach dem Sponsor dieser Expedition, William Ziegler (1843–1905).
Von 1992 bis 1996 drehte der ORF an der Nordküste der Ziegler-Insel Szenen seiner dreiteiligen Dokumentation Arktis Nordost über die Österreichisch-Ungarische Nordpolexpedition. Dazu brachte der Atomeisbrecher Taymyr einen Nachbau des Expeditionsschiffs Admiral Tegetthoff nach Franz-Josef-Land. Parallel zu den Filmarbeiten wurde eine österreichische Forschungsstation aus Wohn- und Arbeitscontainern aufgebaut, die aber letztlich nicht genutzt und an Russland übereignet wurde.